# Кадлубек-Подляс
Кадлубек-Подляс (пол. Kadłubek-Podlas) — село в Польщі, у гміні Стара Блотниця Білобжезького повіту Мазовецького воєводства.
У 1975-1998 роках село належало до Радомського воєводства.